# 博鳌亚洲论坛2005年年会
博鳌亚洲论坛2005年年会于2005年4月22日-4月24日在海南省琼海市博鳌镇举行。

## 会议议题
全体大会
组织亚洲的新角色、世界经济增长的挑战、亚洲企业的国际化征程、企业治理和企业竞争力等主题
午餐会
亚洲的新角色和亚欧合作的未来、世界贸易组织新一轮谈判展望等主题
专题分会
中澳能源合作的未来、中国房地产发展前景、汇率政策和经济增长等主题

## 会议进展
- 2005年4月22日，举行了以“和平发展与亚洲新角色”主体的圆桌会议。 （页面存档备份，存于）

## 会议相关
- 博鳌亚洲论坛还于4月22日同时主办了博鳌亚洲论坛2005年年会高尔夫邀请赛 （页面存档备份，存于）